# Le Boulay

Le Boulay este o comună în departamentul Indre-et-Loire, Franța. În 1 ianuarie 2022 avea o populație de 813 de locuitori.